# Jeseň
Jeseň (deutsch Gässing) ist eine Wüstung auf dem Truppenübungsplatz Hradiště in Tschechien. Das erloschene Dorf liegt zwölf Kilometer nordöstlich von Bochov (Buchau) im Okres Karlovy Vary.

## Geographie
Das Platzdorf Jeseň befand sich in der zum Duppauer Gebirge gehörigen Hradišťská hornatina (Burgstadtler Masse) an einer Terrasse linksseitig über dem Quellgrund des Liboc (Linzbach). Nordöstlich erhebt sich der Lange Berg (757 m n.m.), im Osten die Číhana (Hohe Lauer; 749 m n.m.) und der Pilíř (Filirsch; 763 m n.m.), südöstlich der Prokopy (Prokopiberg; 749 m n.m.), im Süden der Janský vrch (Johanneshübel; 719 m n.m.), südwestlich der Zlatý vrch (Goldberg; 786 m n.m.), im Westen die Tonka (Tongaberg; 800 m n.m.) und der Mlýnský vrch (Mühlberg; 814 m n.m.) sowie nordwestlich der Větrník (803 m n.m.) und der Seč (Hauberg; 821 m n.m.). Gegen Osten erstreckt sich das Naturdenkmal Valeč.
Nachbarorte waren Mětikalov (Meckl) und Třídomí (Dreihäuser) im Norden, Bukovina (Buckwa), Emanuelův Dvůr (Emanuelshof) und Podbořanský Rohozec (Deutsch Rust) im Nordosten, Střelnice (Schützhäusel), Nová Ves (Neudorf) und Ořkov (Worka) im Osten, Valeč (Waltsch), Jeřeň (Girschen), Sklárna und Bělá (Biela) im Südosten, Malý Hlavákov (Klein Lubigau) und Kopáčov (Kopitschau) im Süden, Albeřice (Alberitz) und Holetice (Holetitz) im Südwesten, Lochotín (Lochotin) im Westen sowie Těš (Tesch) und Jírov (Jurau) im Nordwesten.

## Geschichte
Die erste urkundliche Erwähnung von Geßing erfolgte 1584 im Jurauer Grundbuch der Herrschaft Duppau. Im Jahre 1601 wurde das Dorf als Giesyn und 1615 als Gesenj bezeichnet. In der Mitte des 17. Jahrhunderts gehörte Geßung
zum Gut Groschau; in der berní rula von 1654 sind drei Bauern, ein Chalupner und ein Kleinhäusler auf der Gemeinde aufgeführt. Wenig später erwarb der Besitzer der Herrschaft Schönhof, Hermann Czernin von Chudenitz, das Gut Groschau und schlug er es seiner Herrschaft zu. 1787 war Geßing auf 16 Häuser angewachsen. 
Im Jahre 1846 bestand das im Saazer Kreis an der Grenze zum Elbogener Kreis über dem Gässinger Teich gelegene Dorf Gässing aus 23 Häusern mit 167 deutschsprachigen Einwohnern. Im Ort gab es ein Wirtshaus, abseits lag am Damm des Gässinger Teiches ein herrschaftliches Hegerhaus. Gässing war Sitz eines der sieben Schönhofer Forstreviere, das den Gässinger Wald mit einer Fläche von 907 Joch 1409 Quadratklafter bewirtschaftete. Pfarr- und Schulort war Lochotin. Bis zur Mitte des 19. Jahrhunderts blieb Gässing der Fideikommissherrschaft Schönhof und Miltschowes untertänig.
Nach der Aufhebung der Patrimonialherrschaften bildete Gessing/Jeseň ab 1850 eine Gemeinde im Gerichtsbezirk Duppau. 1868 wurde Gässing nach Meckl eingemeindet und dem Bezirk Kaaden zugeordnet. Im Jahre 1869 bestand das Dorf aus 29 Häusern und hatte 186 Einwohner. In den 1870er Jahren löste sich Gässing von Meckl los und bildete wieder eine eigene Gemeinde. 1883 wurde bei Gässing ein Wasserwerk für die Stadt Kaaden angelegt. Dem Dorf kam das nicht zugute; in Gässing gab es nur einen Dorfbrunnen und in dessen Nähe einen Trog zur Viehtränke, eine Wasserversorgung bestand nie. Ein Teil der Bewohner fertigte in Heimarbeit Holzwaren, wie Rechen, Sensenwürfe, Stöcke oder auch Flintenschäfte an. Außerdem war das Dorf für seine zahlreichen Musikanten bekannt, die in der ganzen Region aufspielten. Im Jahre 1900 hatte Gässing 170 Einwohner, 1910 waren es 180. Nach dem Ersten Weltkrieg zerfiel der Vielvölkerstaat Österreich-Ungarn, das Dorf wurde 1918 Teil der neu gebildeten Tschechoslowakischen Republik. Beim Zensus von 1921 lebten in den 36 Häusern von Gässing 185 Personen, darunter 183 Deutsche. 1930 lebten in den 33 Häusern von Gässing 154 Personen. Die Gemeinde hatte eine Katastralfläche von 805 ha und war die südlichste im Bezirk Kaaden. Der Gässinger Teich hatte eine Ausdehnung von vier Hektar. Das Dorf war von Feldern umgeben, auf denen vor allem Kartoffeln, Rüben, Getreide und Gemüse angebaut wurden: die Erträge waren trotz der Höhenlage gut. Während der Winter war das Dorf wegen großer Schneemengen oft schwer erreichbar, der Schulweg nach Lochotin musste dann durch hüfthohen Schnee gebahnt werden. Nach dem Münchner Abkommen wurde Gässing im Oktober 1938 dem Deutschen Reich zugeschlagen und gehörte bis 1945 zum Landkreis Kaaden. 1939 hatte die Gemeinde 137 Einwohner. Nach dem Ende des Zweiten Weltkrieges kam Jeseň zur wiedererrichteten Tschechoslowakei zurück. Nach der Aussiedlung der deutschen Bewohner wurde das Dorf nur schwach mit Tschechen wiederbesiedelt. 1950 lebten in den 33 Häusern von Jeseň nur noch 54 Personen. Einen Anschluss das Elektrizitätsnetz erhielt das Dorf nie. 
In der zweiten Phase der Errichtung des Truppenübungsplatzes Hradiště erfolgte zum 31. August 1953 die Absiedlung des Dorfes und 1955 seine Eingliederung in das Militärgebiet. Bei der Gebietsreform von 1960 wurde der Truppenübungsplatz in den Okres Karlovy Vary eingegliedert. Das verlassene Dorf wurde dem Verfall überlassen. 
Auf der wüsten Dorfstelle sind heute mit Bäumen und Sträuchern überwachsene Mauerreste und Keller einiger Häuser zu finden.
Der Gässinger Teich wird nur noch geringfügig angespannt; das überwiegende Terrain der Teichstätte ist ein Feuchtgebiet, in dem die Liboc entspringt.

## Ortsgliederung
Die Wüstung Jeseň ist Teil des Katastralbezirkes Tureč u Hradiště.